# Scombrops
Scombrops är ett släkte av fiskar. Scombrops ingår i familjen Scombropidae.
Arterna förekommer i Atlanten, Indiska oceanen och Stilla havet. Det vetenskapliga namnet är bildat av de grekiska orden skombros (tonfisk eller makrill) och pous (fötter).
Scombrops är enda släktet i familjen Scombropidae.
Arter enligt Catalogue of Life:
- Scombrops boops
- Scombrops gilberti
- Scombrops oculatus